# Torbjørn Schei
Torbjørn Schei, más conocido como «Thebon» (nacido el 6 de noviembre de 1982, en Steinkjer, Noruega), es un cantante y compositor noruego de música metal.
Thebon se ha destacado por su trabajo en varias agrupaciones de su país, como Keep of Kalessin y Hellish Outcast.

## Discografía

### ConKeep of Kalessin
- Armada - 2006
- Kolossus - 2008
- The Dragontower (Single) - 2010
- Reptilian - 2010
- The Divine Land (Single, 2011 edit)

### Con Khonsu
- Anomalia - 2012

### Con Subliritum
- Dark Prophecies - 2003

### ConHellish Outcast
- Their Release from Soil You (Demo) - 2006
- Raping - Killing - Murder (EP) - 2008
- Your God Will Bleed - 2012
- Stay of Execution - 2015